# Dino Jelusic
Dino Jelusic é um cantor, músico e compositor da Croácia. Foi o primeiro vencedor do Festival Eurovisão da Canção Júnior, que começou na capital da Dinamarca Copenhaga, o 15 de novembro em 2003.
Dino nasceu em Požega (Croácia), a 04 de junho em 1992 e vive em Zagreb com seus pais, sua irmã Lorraine e seu irmão Bruno. No Festival Eurovisão da Canção Júnior cantou "Ti si moja Prva ljubav" (Você é o meu primeiro amor) recebendo 134 pontos, tornando-se o vencedor do primeiro festival. A versão em Inglês da canção é intitulada "You Are My One And Only". Apresentação Dino está incluído cantando piano, e dança. Famoso por sua called álbum No.1,um hit no seu país de origem, Croácia, é muito popular entre os jovens na Europa.
Dino, que foi cantando desde que eu era muito jovem, como ele começou a frequentar diversas audições, quando ela tinha cinco anos, aparece em vários estágios e festivais de 1998. Sua descoberta no entanto, veio com sua aparição em televisão croata Turbo Limache em um programa infantil conhecido como "LIMAC" (no jargão dos jovens Zagreb Mali), quando ele tinha cerca de 7 anos. Além de sua terra natal, Croácia, já apareceu em cidades como Cairo Egito da Foz Figuer (Portugal) Alicante Espanha, Bucareste Roménia Rimini Itália e Kaunas (Lituânia) antes de ir para Copenhaga. Dino também apareceu com freqüência no rádio e na televisão croata convidado especial para as estações popular. Ele já teve o seu primeiro concerto de longa realizada no estádio em salata Zagreb em Setembro de 2004, trazendo aos fãs 6000. No mesmo ano e no início de 2005 fez uma turnê de várias cidades da Austrália Adelaide Camberra, Sydney e Brisbane.
Em junho de 2005, Dino foi convidado no Festival de Música Langeland na Dinamarca, o mesmo país que ganhou o Eurovision Song Contest Júnior há dois anos. Após uma pausa de visitar esses lugares, Dino volta a trabalhar como artista. A partir de 2008 Dino saiu com um novo single chamado de "Malena", do álbum "CMC 08" Croatian Music Channel (Croata Music Channel).
Durante 2011, o site do Dino Jelusic promover um novo álbum de estúdio para esse ano. O álbum é lançado em agosto, a iTunes Store com o nome de Living my own life, o que reflete o trabalho do artista e do novo estilo em suas canções.
Dino é atualmente prefere o estilo rock, influenciado por muitos artistas do 80 ' como Bon Jovi Europa Aerosmith e bandas de rock moderno como Nickelback Shinedown Daughtry, entre outros.

## Discografia
Singles
- Ti si moja prva ljubav
- You are my one and only
- Mi tljubav
- Malena
- Tren
- Living My Own Life

Álbuns Estúdio
| {{{col1}}} |

- 2004 :No.1[ English Version] e [Croata Version]
- 2011 :Living my own life